# امیل سره
اِمیل سُره (فرانسوی: Émile Sauret‎؛ ۲۲ مه ۱۸۵۲ – ۱۲ فوریه ۱۹۲۰) یک آهنگساز و نوازندهٔ ویولن اهل فرانسه بود.
امیل سُره دانش‌آموختهٔ «کنسرتوار استراسبورگ» و از شاگردان هنریک وینیاوسکی بود.
او بیش از ۱۰۰ قطعه موسیقی برای ویولن نوشت که از آن میان یک «کادنزا» (پاساژ زینتی بداهه) برای موومانِ نخستِ «کنسرتو ویولن شماره ۱» اثرِ نیکولو پاگانینی و همچنین «گرادوس اَد پارناسوم» از شهرت به‌سزایی برخوردار هستند.
فرانتس لیست هم برخی از سونات‌های خود را با وی اجرا (دونوازی) نمود.